# Щавінські
Щавінські (пол. Szczawińscy, Sczawińscy) — польські шляхетські роди.

## гербуПравдич

варіант гербу Правдич

Здавна були представлені у Мазовії та Ленчицькому воєводстві. Одні підписувалися «зі Старого Щавіна», другі «з Великого», треті — «з Нового» (поселення за часів Ш. Окольського називалось Борова).

### Представники
- Ян зі Старого Щавіна, 1299 року князь Болеслав II Мазовецький надав «вічним правом» Великий Щавін та Влощанув
- Дадзібуг, отримав замок Озоркув
- Єнджей Сєцєх — підписувався з Городниці (пол. Jędrzej Sieciech z Horodnicy Sczawiński[1]) войський кам'янецький
  - Зофія вийшла заміж за Марціна Калиновського — першого з Каліновських гербу Калінова власника Гусятина.
- Шимон — каштелян іновроцлавський
- Павел — підляський воєвода
- Пйотр — дід Ельжбети Сенявської з Ґостомських, фундаторки костелу єзуїтів Львова[2]
- Анна — католичка, дружина львівського хорунжого Яна Гербурта[3]
- Зузанна, батько — Павел, іновроцлавський воєвода, чоловік — Юзеф Станіслав Потоцький[4]

## гербуСокира
Представлені в Прусії.

### Представники
- Станіслав — канонік куявський
- Мацей — монах-домініканець

### герб невідомий
- Барбара Доміцеля — дружина князя Яцека Константія (†1663), невістка Станіслава Любомирських[5]